# Пчелина, Евгения Георгиевна
Евге́ния Гео́ргиевна Пчелина́ (1895—1972) — советский археолог, кавказовед и этнограф.

## Биография
Родилась в Кутаиси, в семье государственного служащего, генерала от инфантерии Георгия Семёновича Бенедиктовича и Марии Александровны, в девичестве — Шервашидзе. Абхазка по матери. В 1914 году поступила в Московский археологический институт и окончила его в 1916 году с золотой медалью, дипломная работа была посвящена влиянию армяно-грузинского архитектурного стиля на домонгольское зодчество Руси. В 1917 году поступила на юридический факультет МГУ, окончила его в 1921-м. С 1915 года работала в различных музеях, с 1920 по 1932 — сотрудник Московского государственного исторического музея. Занималась преподавательской деятельностью, с 1924 по 1925 год преподавала грузинский язык в Московском институте востоковедения, с 1930 по 1932 — доцент кафедры музееведения Московского института повышения квалификации музейных работников. С 1939 по 1948 год работала старшим научным сотрудником отдела Востока в Государственном Эрмитаже. Уехала с первым эшелоном экспонатов Эрмитажа в эвакуацию в Свердловск, где продолжила научную работу, невзирая на тяжёлые условия военного времени. С сыном ютилась в комнатке 15 м² на окраине города, на ул. Листокатальщиков, 35, в районе Верх-Исетского завода. Нет ни удобств, ни электрического света, а добраться до работы можно лишь на трамвае-однопутке. Тем не менее Евгения Георгиевна заканчивает в Свердловске кандидатскую диссертацию и успешно защищается в Московском университете в 1944 году.
С 1948 года трудилась в Государственном Эрмитаже. Она продолжала исследования этнографии и языков Кавказа в рамках подготовки докторской диссертации, при поддержке сотрудников Юго-Осетинского научно-исследовательского института. К 1968 году текст докторской диссертации Евгении Георгиевны был завершён. По состоянию на начало 2021 года не изданная рукопись диссертации с иллюстративным материалом (фотографии, карты, схемы) находилась в Петербургском отделении Государственного Архива РАН.
С 1952 года на пенсии. Скончалась в Ленинграде в 1972 году.

## Исследования
Провела масштабное исследование нескольких ущелий Северной Осетии, особое внимание уделила Алагирскому ущелью. Отметила большое значение Нузальской часовни как единственного памятника «осетинской истории XII—XIII веков и её осетино-грузинских взаимоотношений». Предположила, что часовня перестроена из склепа и позже обнаружила под полом часовни воинское захоронение, которое приняла за могилу Давида-Сослана (умер в 1207 году), другие учёные (среди них — В. И. Абаев) считают захоронение могилой Ос-Багатара II (умер в 1306 году).
Исследовала святилище Реком, с 1936 года руководила реставрацией объекта и раскопками в его окрестностях.
В связи с интересом к истории аланской письменности, предприняла экспедицию с группой студентов в долину реки Большой Зеленчук. Однако ни оригинал надгробного камня с Зеленчукской надписью, ни другие новые памятники обнаружены не были.
Евгения Георгиевна опубликовала ряд выдающихся работ по этнографии осетин: «Обычай гостеприимства у осетин», «Родильные обычаи у осетин», «Дом и усадьба нагорной полосы Южной Осетии», описание горской мельницы, обряда посвящения коня умершему и другие, сохраняющие актуальность и сегодня. Высокий уровень её исследований в этой области объясняют большим объёмом проделанной полевой работы (1924-31), сочетание археологических и фольклорных источников.
В 2013 году во Владикавказе увидело свет посмертное издание сборника работ Пчелиной «Ossetica: избранные труды по истории, этнографии и археологии осетинского народа». К сожалению, в него не вошли известные в рукописи, но не опубликованные до сих пор работы историка «Охотничьи обычаи осетин по археологическим, этнографическим и мифологическим источникам», «Родовые группы и их ответвления у осетин. Расселения осетин по ущельям Северной и Южной Осетии» и другие. Также остаются неисследованными обширные архивы исследовательницы, хранящиеся в Санкт-Петербурге.

## Научные труды
- Пчелина Е.Г. Краткий историко-археологический очерк страны Ирон-Хусар (Юго-Осетия) // Труды Закавказской научной ассоциации: Материалы по изучению Грузии. Юго-Осетия. – Тифлис: Закавк. ассоц. востоковедения, 1924 (1925). – Сер. I.– Вып. 1. – С. 233–251.
- Пчелина Е.Г. Отчет о раскопках близ деревни Сагурамо // Вестник музея Грузии. – Тифлис: 3-я тип., 1926 (1927). – Т. III. – С. 129–163.
- Пчелина Е.Г. Дом и усадьба нагорной полосы Юго-Осетии // Ученые записки Института этнических и национальных культур народов Востока РАНИОН. – М: РАНИОН, 1930. – Т. II. – С. 3–52.
- Пчелина Е.Г. «Ossetica» (опыт библиографии) // Там же. – С. 169–232.
- Пчелина Е.Г. По Курдистанскому уезду Азербайджана: Путевые заметки // Советская этнография. – 1932. – № 4. – С. 108–121.
- Пчелина Е.Г. Крепость «Зылды Мæсыг» // Советская этнография. – 1934. – № 3. – С. 87–101.
- Пчелина Е.Г. Родильные обычаи у осетин // Советская этнография. – 1937. – № 4. – С. 85–103.
- Пчелина Е.Г. О местонахождении Дедякова по русским летописям и исторической литературе // Средневековые памятники Северной Осетии: Труды Северо-Кавказской экспедиции 1958–1960 гг. / Отв. ред. Е.И. Крупнов. – М: Изд. АН СССР, 1963. – Т. II – С. 152–161.
- Пчелина Е.Г. Начало работ по обследованию буддийского монастыря Кара-Тепе в Термезе // Кара-Тепе – буддийский пещерный монастырь в Старом Термезе: Сб. ст. – М.: Наука, 1964. – С. 82–99.
- Пчелина Е.Г. Осетинская мельница «Къада куырой» // Известия Северо-Осетинского научно-исследовательского института / Институт истории, филологии и экономики при Совете Министров Северо-Осетинской АССР. – Орджоникидзе, 1966. – Т. XXV (история). – С. 254–285.
- Пчелина Е.Г. Ossetica: Избранные труды по истории, этнографии и археологии осетинского народа. – Владикавказ: Золотое сечение, 2013. – 328 с[16].